# Canton de l'Haÿ-les-Roses
Le canton de l'Haÿ-les-Roses est une circonscription électorale française située dans le département du Val-de-Marne et la région Île-de-France.

## Histoire

### Période 1871 à 1919
L'Haÿ-les-Roses faisait partie du canton de Villejuif.
| Période | Période           | Identité                              | Étiquette                  | Qualité                                                                             |
| ------- | ----------------- | ------------------------------------- | -------------------------- | ----------------------------------------------------------------------------------- |
| 1871    | 1874 (décès)      | Pierre-Philibert Pompée (1809-1874)   | Républicain                | Instituteur Fondateur de l'école professionnelle d'Ivry Maire d'Ivry                |
| 1874    | 1884              | Benjamin Raspail                      | Extrême-gauche             | Peintre et graveur, propriétaire à Cachan Maire d'Arcueil (1875) Député (1876-1889) |
| 1884    | 1887 (décès)      | Émile Raspail                         | Républicain                | Ingénieur des Arts et Manufactures Maire d'Arcueil (1878-1887)                      |
| 1887    | 1893              | Pierre-Louis Lévêque,                 | Rad.                       | Horticulteur, maire d'Ivry-sur-Seine (1879-1888)                                    |
| 1893    | 1897 (annulation) | Hyacinthe-Emmanuel Reulos (1881-1904) | Radical                    | Médecin, maire de Villejuif (1881-1904)                                             |
| 1897    | 1908              | Eugène Thomas                         | Socialiste Révolutionnaire | Ouvrier menuisier Maire du Kremlin-Bicêtre (1897-1919)                              |
| 1908    | 1917 (décès)      | Fernand Chazot (1883-1917)            | Rad.                       | Correspondant du Petit Méridional                                                   |
| 1917    | 1919              | siège vacant                          |                            |                                                                                     |

### Période 1919 à 1945
L'Haÿ-les-Roses faisait partie de la 1ère circonscription du canton de Villejuif.
| Période                     | Période                          | Identité                      | Étiquette | Qualité                                                                                    |
| --------------------------- | -------------------------------- | ----------------------------- | --------- | ------------------------------------------------------------------------------------------ |
| 1919                        | 1925                             | Joseph Givord (1868-?)        | SFIO      | Employé, cheminot Conseiller municipal de Villeneuve-Saint-Georges                         |
| 1925                        | 1935                             | Auguste Gratien               | PRS       | Briquetier, puis entrepreneur de couverture Maire de Gentilly Député (1928-1936)           |
| 1935                        | 1940 (déchu le 1er février 1940) | Georges Beaugrand (1893-1981) | PCF       | Ouvrier boucher Maire de Gentilly (1934-1940)                                              |
|                             |                                  |                               |           |                                                                                            |
| 1941 (nommé par décret)     | 1942 (démission)                 | Louis Chalvet (1893-1978)     |           | Contremaître forgeron Président du Syndicat des agents de maîtrise de la Région Parisienne |
| 1942 (nommé par décret)     | 1944                             | Georges Gérard (1883-1944)    | ex-SFIO   | Ancien menuisier, maire du Kremlin-Bicêtre (1919-1944)                                     |
|                             |                                  |                               |           |                                                                                            |
| 1945 Décret du 12 mars 1945 | 1945                             | Charles Frérot (1898-1962)    | PCF       | Comptable Maire de Gentilly (1944-1962)                                                    |

### Période 1945 à 1953
L'Haÿ-les-Roses faisait partie du secteur de Sceaux-Ouest.

### Période 1953 à 1959
L'Haÿ-les-Roses faisait partie du 2ème secteur de la Seine.
Raymond Baudin, ouvrier cimentier, maire PCF de L'Haÿ-les-Roses de 1935 à 1940, puis de 1945 à 1947 et de 1953 à 1954, était élu. Son élection fut annulée en 1955.

### Période 1959 à 1967
L'Haÿ-les-Roses faisait partie du 52è secteur de la Seine.
| Période                                                               | Période | Identité      | Étiquette | Qualité |
| --------------------------------------------------------------------- | ------- | ------------- | --------- | --- |
| 1959 52e secteur Cachan-L'Haÿ-les-Roses-Chevilly-Larue-Fresnes-Rungis | 1967    | Jacques Carat | SFIO      | Journaliste, rédacteur en chef, puis directeur de publication de la revue Preuves Maire de Cachan (1953-1998) |

Le canton de l'Haÿ-les-Roses, qui comprenait la totalité des communes de L'Haÿ-les-Roses et de Fresnes, a été créé lors de la mise en place du département du Val-de-Marne par le décret du 20 juillet 1967.
Le canton est modifié par le décret du 20 janvier 1976 : il comprend alors la commune de L'Haÿ-les-Roses et une partie de la commune de Villejuif.
Le décret du 24 décembre 1984 modifie à nouveau la composition du canton, qui ne comprend plus que la commune de L'Haÿ-les-Roses.
Un nouveau découpage territorial du Val-de-Marne entre en vigueur à l'occasion des premières élections départementales suivant le décret du 17 février 2014. Les conseillers départementaux sont, à compter de ces élections, élus au scrutin majoritaire binominal mixte. Les électeurs de chaque canton élisent au Conseil départemental, nouvelle appellation du Conseil général, deux membres de sexe différent, qui se présentent en binôme de candidats. Les conseillers départementaux sont élus pour 6 ans au scrutin binominal majoritaire à deux tours, l'accès au second tour nécessitant 12,5 % des inscrits au 1er tour. En outre la totalité des conseillers départementaux est renouvelée. Ce nouveau mode de scrutin nécessite un redécoupage des cantons dont le nombre est divisé par deux avec arrondi à l'unité impaire supérieure si ce nombre n'est pas entier impair, assorti de conditions de seuils minimaux. Dans le Val-de-Marne, le nombre de cantons passe ainsi de 49 à 25.
Dans ce cadre, le canton remanié comprend à nouveau les communes de L'Haÿ-les-Roses et de Fresnes.

## Représentation

### Représentation avant 2015
| Période | Période          | Identité         | Étiquette    | Qualité |
| ------- | ---------------- | ---------------- | ------------ | --- |
| 1967    | 1982             | Pierre Tabanou   | SFIO puis PS | Rédacteur puis inspecteur central des douanes Député du Val-de-Marne (1981 → 1986 et 1988 → 1989) Maire de L'Haÿ-les-Roses (1965 → 1989)             |
| 1982    | 1994             | Marc Méchain     | PS           | Enseignant Maire de L'Haÿ-les-Roses (1989 → 1992) |
| 1994    | 1998 (démission) | Patrick Sève     | PS           | Historien Maire de L'Haÿ-les-Roses (1992 → 2012) Député du Val-de-Marne (1989 → 1993 et 1997 → 2002) Vice-Président du Conseil Général (1994 → 1997) |
| 1998    | 2003 (démission) | René Goupil      | PS           | Administrateur de société, L'Hay-les-Roses |
| 2003    | 2008             | Yves Barrois     | UMP          | Médecin généraliste à L'Hay-les-Roses Député suppléant de Richard Dell'Agnola Elu en 2014 maire de Seur (Loir-et-Cher)                               |
| 2008    | 2015             | Pierre Coilbault | PS           | Vice-Président du Conseil Général Premier Adjoint au Maire de L'Haÿ-les-Roses                                                                        |

### Représentation depuis 2015
| Période élective | Période élective | Mandat | Mandat           | Identité           | Nuance | Nuance | Qualité |
| ---------------- | ---------------- | ------ | ---------------- | ------------------ | ------ | ------ | --- |
| 2015             | 2021             | 2015   | 2015 (démission) | Vincent Jeanbrun   |        | LR     | Cadre supérieur Maire de L'Haÿ-les-Roses Conseiller régional depuis 2015 |
| 2015             | 2021             | 2015   | 2021             | Frédérique Pradier |        | UDI    | Expert sensoriel Conseillère municipale de Fresnes |
| 2015             | 2021             | 2015   | 2021             | Fernand Berson     |        | LR     | Agent commercial Premier adjoint au maire de L'Haÿ-les-Roses |
| 2021             | 2028             | 2021   | en cours         | Antoine Madelin    |        | LR     | Directeur des relations publiques de la mairie de L'Haÿ-les-Roses Conseiller municipal (opposition) de Fresnes président délégué auprès du Président, chargé de la prévention et de la sécurité |
| 2021             | 2028             | 2021   | en cours         | Mélanie Nowak      |        | UDI    | Cadre, maire-adjointe de L'Haÿ-les-Roses |

### Résultats détaillés

#### Élections de mars 2015
À l'issue du 1er tour des élections départementales de 2015, deux binômes sont en ballottage : Vincent Jeanbrun et Frédérique Pradier (Union de la Droite, 38,1 %) et Fabienne Heilbronn et Philippe Vafiadès (Union de la Gauche, 21,98 %). Le taux de participation est de 43,71 % (15 146 votants sur 34 654 inscrits) contre 44,44 % au niveau départemental et 50,17 % au niveau national.
Au second tour, Vincent Jeanbrun et Frédérique Pradier (Union de la Droite) sont élus avec 55,67 % des suffrages exprimés et un taux de participation de 42,74 % (7 824 voix pour 14 811 votants et 34 654 inscrits).

#### Élections de juin 2021
Le premier tour des élections départementales de 2021 est marqué par un très faible taux de participation (33,26 % au niveau national). Dans le canton de l'Haÿ-les-Roses, ce taux de participation est de 30,94 % (10 397 votants sur 33 606 inscrits) contre 29,98 % au niveau départemental. À l'issue de ce premier tour, deux binômes sont en ballottage : Sophian Moualhi et Rachida Sadane (Union à gauche avec des écologistes, 40,75 %) et Antoine Madelin et Mélanie Nowak (Union à droite, 39,46 %).
Le second tour des élections est marqué une nouvelle fois par une abstention massive équivalente au premier tour. Les taux de participation sont de 34,36 % au niveau national, 32,99 % dans le département et 34,04 % dans le canton de l'Haÿ-les-Roses. Antoine Madelin et Mélanie Nowak (Union à droite) sont élus avec 51,92 % des suffrages exprimés (5 725 voix pour 11 445 votants et 33 621 inscrits),,.

## Composition

### Composition de 1967 à 1976
Le canton comprenait les communes de L'Haÿ-les-Roses et de Fresnes.

### Composition de 1976 à 1984
Aux termes du décret de 1976, et selon la toponymie de l'époque, le canton comprenait « la commune de L'Haÿ-les-Roses et la partie de la commune de Villejuif délimitée par l'axe des voies ci-après : Voie des, Postes, sentier des Onze-Arpents, rue de Verdun, rue de Chevilly, rue Léon-Moussignac, rue Youri-Gagarine, rue de Chevilly ».

### Composition de 1984 à 2015
Le canton ne contenait que la commune de L'Haÿ-les-Roses.
| Nom                         | Code Insee | Codepostal | Superficie (km2) | Population (dernière pop. légale) | Densité (hab./km2) |
| --------------------------- | ---------- | ---------- | ---------------- | --------------------------------- | ------------------ |
| L'Haÿ-les-Roses (chef-lieu) | 94038      | 94240      | 3,90             | 31 168 (2012)                     | 7 992              |

### Composition depuis 2015
Le nouveau canton de l'Haÿ-les-Roses comprend deux communes entières.
| Nom                                     | Code Insee | Intercommunalité         | Superficie (km2) | Population (dernière pop. légale) | Densité (hab./km2) | Modifier                                    |
| --------------------------------------- | ---------- | ------------------------ | ---------------- | --------------------------------- | ------------------ | ------------------------------------------- |
| L'Haÿ-les-Roses (bureau centralisateur) | 94038      | Métropole du Grand Paris | 3,90             | 31 338 (2022)                     | 8 035              | modifier les données · modifier les données |
| Fresnes                                 | 94034      | Métropole du Grand Paris | 3,56             | 29 298 (2022)                     | 8 230              | modifier les données · modifier les données |
| Canton de l'Haÿ-les-Roses               | 9410       |                          | 7,46             | 60 636 (2022)                     | 8 128              | modifier les données                        |

## Démographie

### Démographie avant 2015
| 1968   | 1975   | 1982   | 1990   | 1999   | 2006   | 2011   | 2012   |
| ------ | ------ | ------ | ------ | ------ | ------ | ------ | ------ |
| 24 352 | 31 412 | 29 568 | 29 746 | 29 660 | 30 428 | 30 574 | 31 168 |

### Démographie depuis 2015
En 2022, le canton comptait 60 636 habitants, en évolution de +3,47 % par rapport à 2016 (Val-de-Marne : +3 %, France hors Mayotte : +2,11 %).
| 2013   | 2018   | 2022   |
| ------ | ------ | ------ |
| 57 846 | 59 647 | 60 636 |